# 雷劈石崖墓
雷劈石崖墓位於四川省南川縣太平場鄉，現屬重慶市。文物遺址年代判定為漢。1991年4月16日公佈為第三批四川省文物保護單位。2000年9月7日列為第一批重慶市文物保護單位。